# 龙阳路
龙阳路是中華人民共和國上海市浦東新區一條東西走向道路，西至黃浦江，東至羅山路與龍東大道相連，全長7000米。道路上建有上海內環線高架。道路始建於1988年，名稱來源自山東省龍陽縣。1992年10月至1993年11月，當局在龍陽路楊高南路口修建龍陽路立交橋。

## 主要交汇道路（由西向东）
- 浦明路、世博大道
- 浦东南路
- 临沂北路、临沂路
- 东方路
- 杨高南路
- 锦绣路
- 浦建路、沪南路
- 白杨路
- 芳甸路
- 罗山路